# Louis Tronson
Louis Tronson (1622-1700) fue un superior general de la Congregación de San Sulpicio y escritor nacido en París, Francia.

## Biografía
Tronson era hijo de un secretario de gabinete del rey y tenido por Luis XIII de Francia como padrino, y Tronson se puso bajo la conducción del abad Jean-Jacques Olier (1608-1657), escritor eclesiástico, quien estudió en los jesuitas de Lyon, abad de Pebrac, canónigo honorario de Brioude, y prior de Bazainville, quien acababa de comenzar el seminario de San Sulpicio, devino en uno de sus más celosos colaboradores, y se aplicó no solamente a la teología sino que estudió las escrituras y los monumentos de la tradición.
Breton-Villiers, sucesor de Olier, fallece en 1676, y Tronson fue superior de San Sulpicio: formó en su seminario a un gran número de primeros dignatarios de la Iglesia de Francia, siendo uno de sus alumnos François Fénelon, y se tuvieron gran estima.
Tronson dirigió a personas de alto rango, entre otras a la duquesa de Guisa, hija de Gastón de Orleans, a la mujer del ministro Jean-Baptiste Colbert, el duque de Beauvilliers y otros señores y participó en varias obras de caridad y asuntos más importantes de la Iglesia, y no solamente se asoció a Bossuet y Noailles para las conferencias sobre el quietismo sino que compuso una parte de la "Historia de Fenelon", 
Tronson establece su Congregación en los seminarios de Bourges, de Autun, de Tulles, de Angers y compone una serie de obras, como una para el uso de seminarios, otra sobre las costumbres eclesiásticas, un tratado de obediencia, un manual de seminaristas, y una del retiro eclesiástico.

## Obras
- Les examens particuliers, Lyon, 1690.
- Forma cleri, 1727, in-4º, 3 vols, con nueva edición en 1824, 3 vols.
- Traite de l'obeissance, 1822,
- Manuel des seminaristes....., 1823, 2 vols,
- Retraite ecclesiastique, 1823, in 12º.
- Oeuvres completes, París, 1857, 2 vols.